# Picomonas
Picomonas, monotipski rod Biliphyta svrstan u vlastitu porodicu, red, razred i novu  diviziju. Jedina vrsta je P. judraskeda, morska vrsta heterotrofnih pikoeukariota ("pikobilifiti") iz morskih obalnih površinskih voda Sjevernog mora u Njemačkoj.
Vrsta je opisana 2013.